# Zauberschloß
Zauberschloß ist ein deutschsprachiges Computerspiel aus dem Jahr 1984. Es gehört zum Genre der Textadventures und erreichte in den 1980er-Jahren in Deutschland einen hohen Verbreitungs- und Bekanntheitsgrad.

## Handlung
Zauberschloß spielt in einem Fantasy-Königreich. Ein Zauberer hatte vor Jahren die „Krone der Regentschaft“ gestohlen und auf sein tief in einem Wald gelegenes Schloss verbracht. Aufgabe des namenlosen Spielers ist es, in das Schloss einzudringen und die Krone in Besitz zu nehmen. Im Schloss muss er sich dabei unter anderem mit Kobolden, Wachen und einem feuerspeienden Drachen herumschlagen.

## Spielprinzip und Technik
Zauberschloß ist ein Textadventure mit einfachen Grafiken. Das Spiel stellt die jeweilige Spielumgebung sowie das Geschehen in Textform dar, die Visualisierung obliegt größtenteils der Fantasie des Spielers. Das Spiel findet zugweise statt. Der Spieler gibt einen Zug als Befehl in natürlicher Sprache ein, wobei er auf die Spielumgebung, Spielfiguren oder mit sich geführte Gegenstände („Inventar“) Bezug nimmt. Das Herzstück des Spiels, der Parser, wertet die Eingabe aus, modelliert gegebenenfalls die Spielwelt um, teilt dem Spieler in Textform mit, was sein Zug bewirkt hat. Auf diese Weise kann der Spieler die Spielwelt erforschen, Rätsel lösen und dadurch die Handlung vorantreiben, wobei durch das Lösen bestimmter Rätsel weitere Areale der Spielwelt freigeschaltet werden. Im Gegensatz zu zeitgenössischen Textadventures von Genregrößen wie Infocom oder Level 9 beschränkte sich der Parser auf die Analyse von Zweiwortkommandos im Format Verb-Objekt. Komplexe Eingaben des Spielers waren damit nicht möglich. Einen ähnlich primitiven Parser boten die zeitgenössischen Adventures des Entwicklers Scott Adams.
Als Erweiterung gegenüber reinen Textadventures verfügt Zauberschloß über einfache, stilisierte Standgrafiken, die die jeweilige Spielumgebung visualisieren sollen. Diese einfachen ASCII-Grafiken des Adventures Zauberschloß bestehen überwiegend aus Zeichen des C-64-Zeichensatzes (CBM-ASCII). Einige Sprites, die Gegenstände oder NPCs darstellen, ergänzen die Bilder. Das Spiel wurde von Dennis Merbach in der Programmiersprache BASIC geschrieben.

## Produktionsnotizen
Ursprünglich wurde das Adventure für den Heimcomputer Commodore 64 programmiert. Weitere Umsetzungen erfolgten für den Atari-8-Bit (von Martin Krischik) und den Sinclair ZX Spectrum. Seit den 2000er-Jahren gibt es eine Browserversion von Kai Hildebrandt, die dem Original nachempfunden wurde, und plattformunabhängig gespielt werden kann. Diese Online-Version wurde unter der freien Lizenz „Creative Commons Attribution 3.0“ (CC-BY 3.0) veröffentlicht.
Im Jahr 1984 erfolgte die Erstveröffentlichung des BASIC-Listings in der Computerzeitschrift Happy Computer (Ausgabe 2/84). Später wurde das Zauberschloß-Listing in zwei Sonderbänden der Zeitschrift 64’er nochmals publiziert (Sonderheft 02/1985, 64’er Sonderheft 42). Im Jahr 1985 wurde das Spiel über die Firma Happy Software vom Verlag Markt & Technik auch als Cassetten- und Diskettenversion vertrieben (Compact Cassette zum Preis von 29,90 DM).
Unter dem Titel Toverslot ist eine ins Niederländische übersetzte Version auf mehreren Websites als Download erhältlich. Ebenfalls erschien unter dem Titel Magic Castle eine englischsprachige Übersetzung.
1985 veröffentlichte der Publisher Markt & Technik einen Nachfolger namens Zauberschloß 2. Dieses Spiel schloss sich inhaltlich an Zauberschloß an und setzte auf das gleiche technische Gerüst, wurde jedoch von einem anderen Programmierer erstellt.

## Rezeption
Das Textadventure Zauberschloß erreichte trotz seiner geringen Komplexität (einfacher Zwei-Wort-Parser, geringe Handlungstiefe, kurze Beschreibungstexte) in den 1980er-Jahren in Deutschland eine für diese Zeit große Verbreitung und einen hohen Bekanntheitsgrad. Das damals populäre Computerspiel-Genre der Textadventures wurde vorwiegend von englischsprachigen Titeln (z. B. von Infocom) geprägt, die zumeist erheblich komplexer und detailreicher waren. Das Zauberschloß war – soweit ersichtlich – neben diesen englischsprachigen Titeln das erste, weit verbreitete deutschsprachige Textadventure.